# Chặng đua MotoGP Valencia 2023
Chặng đua MotoGP Valencia 2023 là chặng đua thứ 20, cũng là chặng đua cuối cùng của mùa giải đua xe MotoGP 2023. Chặng đua diễn ra từ ngày 24/11/2023 đến ngày 26/11/2023 ở trường đua Ricardo Tormo, Tây Ban Nha.
Tay đua chiến thắng cuộc đua Sprint race là Jorge Martin của đội đua Pramac. Tay đua chiến thắng cuộc đua chính thể thức MotoGP là Francesco Bagnaia của đội đua Ducati Corse. Bagnaia cũng chính thức lên ngôi vô địch mùa giải MotoGP 2023.

## Kết quả phân hạng thể thức MotoGP
| Fastest session lap |

| Stt                | Số xe | Tay đua               | Xe      | Kết quả      | Kết quả  |
| Stt                | Số xe | Tay đua               | Xe      | Q1           | Q2       |
| ------------------ | ----- | --------------------- | ------- | ------------ | -------- |
| 1                  | 12    | Maverick Viñales      | Aprilia | Vào thẳng Q2 | 1:28.931 |
| 2                  | 1     | Francesco Bagnaia     | Ducati  | 1:29.054     | 1:29.023 |
| 3                  | 5     | Johann Zarco          | Ducati  | Vào thẳng Q2 | 1:29.144 |
| 4                  | 43    | Jack Miller           | KTM     | Vào thẳng Q2 | 1:29.161 |
| 5                  | 33    | Brad Binder           | KTM     | Vào thẳng Q2 | 1:29.171 |
| 6                  | 89    | Jorge Martín          | Ducati  | Vào thẳng Q2 | 1:29.182 |
| 7                  | 72    | Marco Bezzecchi       | Ducati  | Vào thẳng Q2 | 1:29.223 |
| 8                  | 73    | Álex Márquez          | Ducati  | 1:29.196     | 1:29.261 |
| 9                  | 93    | Marc Márquez          | Honda   | Vào thẳng Q2 | 1:29.275 |
| 10                 | 25    | Raúl Fernández        | Aprilia | Vào thẳng Q2 | 1:29.438 |
| 11                 | 49    | Fabio Di Giannantonio | Ducati  | Vào thẳng Q2 | 1:29.510 |
| 12                 | 41    | Aleix Espargaró       | Aprilia | Vào thẳng Q2 | 1:29.797 |
| 13                 | 37    | Augusto Fernández     | KTM     | 1:29.233     | N/A      |
| 14                 | 23    | Enea Bastianini       | Ducati  | 1:29.389     | N/A      |
| 15                 | 20    | Fabio Quartararo      | Yamaha  | 1:29.613     | N/A      |
| 16                 | 30    | Takaaki Nakagami      | Honda   | 1:29.864     | N/A      |
| 17                 | 10    | Luca Marini           | Ducati  | 1:29.901     | N/A      |
| 18                 | 44    | Pol Espargaró         | KTM     | 1:29.953     | N/A      |
| 19                 | 21    | Franco Morbidelli     | Yamaha  | 1:30.045     | N/A      |
| 20                 | 42    | Álex Rins             | Honda   | 1:30.257     | N/A      |
| 21                 | 32    | Lorenzo Savadori      | Aprilia | 1:31.044     | N/A      |
| Kết quả chính thức |       |                       |         |              |          |

## Kết quả Sprint race
| Stt                                                         | Số xe | Tay đua               | Đội đua                      | Xe      | Lap | Kết quả        | Xuất phát | Điểm |
| ----------------------------------------------------------- | ----- | --------------------- | ---------------------------- | ------- | --- | -------------- | --------- | ---- |
| 1                                                           | 89    | Jorge Martín          | Prima Pramac Racing          | Ducati  | 13  | 19:38.827      | 6         | 12   |
| 2                                                           | 33    | Brad Binder           | Red Bull KTM Factory Racing  | KTM     | 13  | +0.190         | 5         | 9    |
| 3                                                           | 93    | Marc Márquez          | Repsol Honda Team            | Honda   | 13  | +2.122         | 9         | 7    |
| 4                                                           | 12    | Maverick Viñales      | Aprilia Racing               | Aprilia | 13  | +3.106         | 1         | 6    |
| 5                                                           | 1     | Francesco Bagnaia     | Ducati Lenovo Team           | Ducati  | 13  | +4.253         | 2         | 5    |
| 6                                                           | 49    | Fabio Di Giannantonio | Gresini Racing MotoGP        | Ducati  | 13  | +4.400         | 11        | 4    |
| 7                                                           | 72    | Marco Bezzecchi       | Mooney VR46 Racing Team      | Ducati  | 13  | +4.502         | 7         | 3    |
| 8                                                           | 73    | Álex Márquez          | Gresini Racing MotoGP        | Ducati  | 13  | +5.578         | 8         | 2    |
| 9                                                           | 5     | Johann Zarco          | Prima Pramac Racing          | Ducati  | 13  | +5.910         | 3         | 1    |
| 10                                                          | 37    | Augusto Fernández     | GasGas Factory Racing Tech3  | KTM     | 13  | +6.095         | 13        |      |
| 11                                                          | 25    | Raúl Fernández        | CryptoData RNF MotoGP Team   | Aprilia | 13  | +7.674         | 10        |      |
| 12                                                          | 43    | Jack Miller           | Red Bull KTM Factory Racing  | KTM     | 13  | +8.098         | 4         |      |
| 13                                                          | 41    | Aleix Espargaró       | Aprilia Racing               | Aprilia | 13  | +9.513         | 12        |      |
| 14                                                          | 44    | Pol Espargaró         | GasGas Factory Racing Tech3  | KTM     | 13  | +12.453        | 18        |      |
| 15                                                          | 23    | Enea Bastianini       | Ducati Lenovo Team           | Ducati  | 13  | +12.599        | 14        |      |
| 16                                                          | 30    | Takaaki Nakagami      | LCR Honda Idemitsu           | Honda   | 13  | +13.787        | 16        |      |
| 17                                                          | 10    | Luca Marini           | Mooney VR46 Racing Team      | Ducati  | 13  | +13.887        | 17        |      |
| 18                                                          | 21    | Franco Morbidelli     | Monster Energy Yamaha MotoGP | Yamaha  | 13  | +14.943        | 19        |      |
| 19                                                          | 42    | Álex Rins             | LCR Honda Castrol            | Honda   | 13  | +20.378        | 20        |      |
| 20                                                          | 32    | Lorenzo Savadori      | CryptoData RNF MotoGP Team   | Aprilia | 13  | +25.017        | 21        |      |
| Ret                                                         | 20    | Fabio Quartararo      | Monster Energy Yamaha MotoGP | Yamaha  | 4   | Tai nạn        | 15        |      |
| DNS                                                         | 36    | Joan Mir              | Repsol Honda Team            | Honda   |     | Không tham gia |           |      |
| Fastest sprint lap: Marc Márquez (Honda) – 1:29.809 (lap 4) |       |                       |                              |         |     |                |           |      |
| Kết quả chính thức                                          |       |                       |                              |         |     |                |           |      |

- Joan Mir bị chấn thương cổ sau phiên chạy FP1 nên rút tên khỏi danh sách thi đấu.[5]

## Kết quả đua chính thể thức MotoGP
| Stt                                               | Số xe | Tay đua               | Đội đua                      | Xe      | Lap | Kết quả        | Xuất phát | Điểm |
| ------------------------------------------------- | ----- | --------------------- | ---------------------------- | ------- | --- | -------------- | --------- | ---- |
| 1                                                 | 1     | Francesco Bagnaia     | Ducati Lenovo Team           | Ducati  | 27  | 40:58.535      | 1         | 25   |
| 2                                                 | 5     | Johann Zarco          | Prima Pramac Racing          | Ducati  | 27  | +0.360         | 2         | 20   |
| 3                                                 | 33    | Brad Binder           | Red Bull KTM Factory Racing  | KTM     | 27  | +2.347         | 5         | 16   |
| 4                                                 | 49    | Fabio Di Giannantonio | Gresini Racing MotoGP        | Ducati  | 27  | +3.176         | 11        | 13   |
| 5                                                 | 25    | Raúl Fernández        | CryptoData RNF MotoGP Team   | Aprilia | 27  | +4.636         | 10        | 11   |
| 6                                                 | 73    | Álex Márquez          | Gresini Racing MotoGP        | Ducati  | 27  | +4.708         | 8         | 10   |
| 7                                                 | 21    | Franco Morbidelli     | Monster Energy Yamaha MotoGP | Yamaha  | 27  | +4.736         | 19        | 9    |
| 8                                                 | 41    | Aleix Espargaró       | Aprilia Racing               | Aprilia | 27  | +8.014         | 12        | 8    |
| 9                                                 | 10    | Luca Marini           | Mooney VR46 Racing Team      | Ducati  | 27  | +9.486         | 17        | 7    |
| 10                                                | 12    | Maverick Viñales      | Aprilia Racing               | Aprilia | 27  | +10.556        | 4         | 6    |
| 11                                                | 20    | Fabio Quartararo      | Monster Energy Yamaha MotoGP | Yamaha  | 27  | +12.001        | 15        | 5    |
| 12                                                | 30    | Takaaki Nakagami      | LCR Honda Idemitsu           | Honda   | 27  | +21.695        | 16        | 4    |
| 13                                                | 32    | Lorenzo Savadori      | CryptoData RNF MotoGP Team   | Aprilia | 27  | +43.297        | 21        | 3    |
| 14                                                | 44    | Pol Espargaró         | GasGas Factory Racing Tech3  | KTM     | 25  | +2 laps        | 18        | 2    |
| Ret                                               | 42    | Álex Rins             | LCR Honda Castrol            | Honda   | 19  | Ngã xe         | 20        |      |
| Ret                                               | 43    | Jack Miller           | Red Bull KTM Factory Racing  | KTM     | 18  | Ngã xe         | 3         |      |
| Ret                                               | 23    | Enea Bastianini       | Ducati Lenovo Team           | Ducati  | 9   | Ngã xe         | 14        |      |
| Ret                                               | 37    | Augusto Fernández     | GasGas Factory Racing Tech3  | KTM     | 9   | Ngã xe         | 13        |      |
| Ret                                               | 93    | Marc Márquez          | Repsol Honda Team            | Honda   | 5   | Va chạm        | 9         |      |
| Ret                                               | 89    | Jorge Martín          | Prima Pramac Racing          | Ducati  | 5   | Va chạm        | 6         |      |
| Ret                                               | 72    | Marco Bezzecchi       | Mooney VR46 Racing Team      | Ducati  | 0   | Ngã xe         | 7         |      |
| DNS                                               | 36    | Joan Mir              | Repsol Honda Team            | Honda   |     | Không tham gia |           |      |
| Fastest lap: Brad Binder (KTM) – 1:30.145 (lap 3) |       |                       |                              |         |     |                |           |      |
| Kết quả chính thức                                |       |                       |                              |         |     |                |           |      |

*Fabio Di Giannantonio bị phạt 3 giây lỗi áp suất bánh xe không đúng quy định.

## Bảng xếp hạng chung cuộc
|  | Stt | Tay đua           | Điểm |
|  | --- | ----------------- | ---- |
|  | 1   | Francesco Bagnaia | 467  |
|  | 2   | Jorge Martín      | 428  |
|  | 3   | Marco Bezzecchi   | 329  |
|  | 4   | Brad Binder       | 293  |
|  | 5   | Johann Zarco      | 225  |

|  | Stt | Xưởng đua | Điểm |
|  | --- | --------- | ---- |
|  | 1   | Ducati    | 700  |
|  | 2   | KTM       | 370  |
|  | 3   | Aprilia   | 326  |
|  | 4   | Yamaha    | 196  |
|  | 5   | Honda     | 185  |

|  | Stt | Đội đua                     | Điểm |
|  | --- | --------------------------- | ---- |
|  | 1   | Prima Pramac Racing         | 653  |
|  | 2   | Ducati Lenovo Team          | 561  |
|  | 3   | Mooney VR46 Racing Team     | 530  |
|  | 4   | Red Bull KTM Factory Racing | 456  |
|  | 5   | Aprilia Racing              | 410  |